# M*A*S*H (serie televisiva)
M*A*S*H è una serie televisiva statunitense creata da Larry Gelbart, ispirata dal film M*A*S*H (1970) di Robert Altman, che a sua volta era tratto liberamente dal romanzo (e dai suoi seguiti): M*A*S*H: A Novel About Three Army Doctors (1968) scritta da Richard Hooker (nome d'arte di H. Richard Hornberger). La serie inoltre è influenzata dal romanzo Comma 22 (1961) di Joseph Heller.
Andata in onda dal 17 settembre 1972 al 28 febbraio 1983, per un totale di 11 stagioni e 251 episodi, la puntata finale è risultata essere per molti anni la trasmissione più vista della storia della televisione americana (con 105,9 milioni di telespettatori), record detenuto fino al 2010 e superato, con 111 milioni, dal Superbowl.
Oltre al grande successo di pubblico, la serie riscosse unanimi consensi dalla critica televisiva e colse numerosi premi, tra i quali 14 Emmy Awards (con ben 109 nomination) e 7 Golden Globe.
La versione originale ha in sottofondo le false risate del pubblico, quella italiana ne è sprovvista.

## Trama
M*A*S*H è una tragicommedia incentrata sulle vicissitudini del 4077° Mobile Army Surgical Hospital (Ospedale Chirurgico da Campo dell'Esercito) statunitense in Uijeongbu, Corea, durante la Guerra di Corea (1950-1953).
Molte delle situazioni raccontate, anche le più assurde, sono realmente accadute, come testimoniano molti dei veterani del conflitto.
Similmente all'omonimo film, da cui la serie è tratta, le prime stagioni sono andate in onda negli USA mentre la guerra del Vietnam era ancora in corso.

## Episodi
In Italia la serie debutta il 7 novembre 1979 sulla Rete 1 per essere successivamente replicata sulle reti Fininvest e su emittenti locali a partire dagli anni '80. 
| Stagione            | Episodi | Prima TV originale | Prima TV Italia | Classifica negli ascolti |
| ------------------- | ------- | ------------------ | --------------- | ------------------------ |
| Prima stagione      | 24      | 1972-1973          | 1979-1980       | 46                       |
| Seconda stagione    | 24      | 1973-1974          | 1979-1980       | 4                        |
| Terza stagione      | 24      | 1974-1975          | 1980            | 5                        |
| Quarta stagione     | 24      | 1975-1976          | 1982            | 15                       |
| Quinta stagione     | 24      | 1976-1977          | 1983            | 4                        |
| Sesta stagione      | 24      | 1977-1978          | 1984            | 9                        |
| Settima stagione    | 25      | 1978-1979          | -               | 7                        |
| Ottava stagione     | 25      | 1979-1980          | 1986            | 5                        |
| Nona stagione       | 20      | 1980-1981          | 1987            | 4                        |
| Decima stagione     | 21      | 1981-1982          | -               | 9                        |
| Undicesima stagione | 16      | 1982-1983          | inedita         | 3                        |

## Cast
Il cast originario comprendeva Alan Alda (Capitano Benjamin Occhio di falco Pierce), Wayne Rogers (Capitano John Trapper McIntyre), McLean Stevenson (Colonnello Henry Blake, ufficiale in comando), Larry Linville (Maggiore Franklin Frank Burns), Loretta Swit (Maggiore Margaret Labbra di fuoco Houlihan), Gary Burghoff (Caporale Walter Radar O'Reilly) e con William Christopher (Padre Mulcahy) e Jamie Farr (Klinger) prima come guest star ricorrenti e successivamente come membri fissi del cast.
All'inizio il ruolo di protagonista doveva essere equamente diviso tra Alda e Rogers, ma fin dall'inizio si accentuò il ruolo di Alda. Questo provocò malcontento all'interno del cast ed infatti tra la terza e la quarta stagione ci fu un cambio di cast sostanzioso, con l'abbandono di Rogers e Stevenson. Al loro posto furono scritturati Mike Farrell (Capitano B.J. Hunnicutt, che sostituì Trapper McIntyre) e Harry Morgan (Colonnello Potter, nuovo ufficiale in comando).
Alla fine della quinta stagione anche Linville abbandonò il cast e fu sostituito da David Ogden Stiers (Maggiore Winchester).
Le apparizioni di Burghoff avevano cominciato a farsi sempre più rare fino a cessare del tutto nell'ottava stagione.
Nelle prime puntate appare un dottore di colore che successivamente scompare. Questo perché gli sceneggiatori si sono accorti che durante la guerra di Corea non erano ancora arruolati medici di colore.

## Colonna sonora
La sigla della serie è una versione strumentale della canzone Suicide Is Painless, scritta da Johnny Mandel (musica) e Mike Altman, figlio allora quattordicenne del regista Robert (testo), facente parte dalla colonna sonora del film.

## Spin-off
Dopo la conclusione della serie, sono stati realizzati due spin-off. Nelle 2 stagioni di AfterMASH il colonnello Potter, Klinger e Padre Mulcahy continuano le loro avventure in un ospedale americano dopo la guerra. Dopo un buon successo della prima stagione (al 15º posto nella classifica di audience del 1983), lo show vide un crollo negli ascolti (solo 90° l'anno successivo) e fu cancellato dopo 8 episodi della seconda serie (il nono episodio fu girato ma mai mandato in onda).
Fu realizzato solo l'episodio pilota di W*A*L*T*E*R che avrebbe dovuto narrare le avventure di Walter O'Reilly. Dopo la fine della guerra ed il congedo, “Radar” viene lasciato dalla moglie durante il viaggio di nozze, decide di trasferirsi a Saint Louis nel 1954 e diventa poliziotto.
Ebbe più successo la serie tv Trapper John (Trapper John, M.D.), ma si trattò di uno spin-off del film, non della serie televisiva.